# Ricardo Braz
Ricardo Braz (Porangatu, Brasil, 3 de enero de 1982) es un futbolista brasileño. Juega de defensor y su equipo actual es el Universitario de Sucre de la Liga de Fútbol Profesional Boliviano.

## Clubes
| Club                   | País    | Año             |
| ---------------------- | ------- | --------------- |
| San José               | Bolivia | 2005            |
| Barra Esporte Clube    | Brasil  | 2007            |
| Potiguar               | Brasil  | 2008            |
| Vitória da Conquista   | Brasil  | 2008            |
| Juazeiro               | Brasil  | 2009            |
| Vitória da Conquista   | Brasil  | 2010            |
| Americano FC           | Brasil  | 2011            |
| Universitario de Sucre | Bolivia | 2012 - presente |